# Libellula quadrimaculata
Libellula quadrimaculata, sau libelula cu patru pete, este o libelulă frecvent întâlnită în toată Europa, Asia și America de Nord.

## Descriere
Lungime abdomenului este de 27 – 32 mm, anvergura aripilor constituie 32 – 39 mm. Se deosebește prin prezența unor pete negre la mijlocul ambelor aripi. Baza aripilor este caracterizată prin două regiuni triunghiulare maro. Dimorfismul sexual este foarte pronunțat.

## Reproducere
Împerecherea are loc din aprilie până în septembrie, în special în lunile iunie – iulie. Acuplarea se petrece în aer, rar pe crenguțe sau frunze. Femela depune ouăle pe plante acvatice. Dezvoltarea larvară durează doi ani.

## Ecologie
Habitează lângă lacuri, râuri lin curgătoare, la marginea pădurilor. Libelula cu patru pete este activă în lunile calde ale anului: aprilie – septembrie. Se hrănește propenderent cu țânțari, iar în stadiul de larvă cu larvele altor insecte. Masculii sunt foarte agresivi, alungând intrușii de pe teritoriul său.